# ياسوهيرو إير
ياسوهيرو إير (باليابانية: 入江泰浩؛ بالكانا: いりえ やすひろ) هو رسام رسوم متحركة ومخرج ياباني، ولد في 30 مارس 1971.

## وصلات خارجية
- ياسوهيرو إير على موقع IMDb (الإنجليزية)
- ياسوهيرو إير على موقع ألو سيني (الفرنسية)
- ياسوهيرو إير على موقع قاعدة بيانات الفيلم (الإنجليزية)
- ياسوهيرو إير على موقع كينوبويسك (الروسية)
- ياسوهيرو إير على موقع ANN person (الإنجليزية)